# Fútbol playa

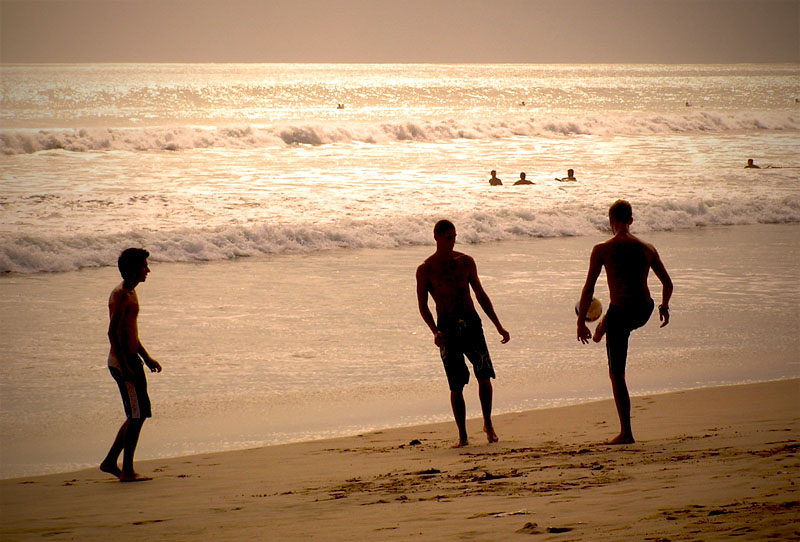
Fútbol playa en Bali.

El fútbol playa es una modalidad de fútbol que se juega sobre una superficie de arena lisa, entre dos equipos de cinco jugadores cada uno cuyo objetivo es marcar más goles que el equipo contrario.

## Historia
El fútbol playa comenzó  en Brasil, más concretamente en la playa Leme de Río de Janeiro, y ha crecido para llegar a ser un deporte internacional consolidado. La participación de jugadores de fama internacional como el francés Éric Cantona, los españoles  Míchel y Julio Salinas y los brasileños Romário, Júnior o Zico ha ayudado a ampliar la cobertura televisiva a más de 170 países de todo el mundo
El fútbol playa se ha jugado recreativamente en todo el mundo durante muchos años y en muchos formatos diferentes. En 1992, se crearon las bases del reglamento del juego en un evento piloto organizado por los socios de BSWW en Los Ángeles. En el verano siguiente, se organizó la primera competición de fútbol de playa profesional en Miami Beach, con la participación de equipos como los Estados Unidos, Brasil, Argentina e Italia.
En abril de 1994, fue cubierto por transmisiones televisivas el primer acontecimiento de fútbol playa en la Playa Copacabana en Río de Janeiro y la ciudad organizó el primer Campeonato del Mundo de Fútbol de Playa un año más tarde. Este primer Campeonato del Mundo fue ganado por la nación anfitriona, siendo Brasil los primeros campeones en la historia de los Mundiales de Fútbol Playa. El éxito del torneo visto desde el interés comercial hizo que se celebraran más partidos, acrecentando el interés por este deporte en todo el mundo lo que dio lugar al Pro Beach Soccer Tour en 1996.
El primer Pro Beach Soccer Tour incluyó un total de 60 partidos en dos años a través de Sudamérica, Europa, Asia y los Estados Unidos, atrayendo a importantes nombres tanto dentro como fuera del campo. El interés generado por el tour en Europa provocó la creación del Euro Beach Soccer League en 1998, proporcionando una infraestructura sólida que aumentaría el profesionalismo del espectáculo en todos los niveles. La EPBSL, ahora llamada Euro BS League, unió a los promotores de más allá del continente y dio satisfacción a las demandas de los medios de comunicación, patrocinadores y seguidores. Tras cuatro años desde su creación, el exitoso primer paso en la construcción de la legítima entidad Worldwide Competition Structure para el deporte del Fútbol Playa Profesional se había alcanzado.
También ocurrieron acontecimientos clave en los organismos: la Beach Soccer Company trasladó su oficina central a Europa, inicialmente a Mónaco y finalmente a Barcelona, antes de convertirse en la Pro Beach Soccer, S.L. en abril de 2000. 
Un año después se unieron con la Octagon Koch Tavares, que había seguido organizando los Campeonatos Mundiales y acontecimientos en Sudamérica, para formar una sola entidad conocida como Beach Soccer Worldwide (BSWW), con el objetivo de unificar todos los torneos de la Pro Beach Soccer en el mundo bajo la misma estructura y proporcionando la representación exclusiva del deporte en los mayores patrocinadores, los medios de comunicación y la FIFA.
La EPBSL también prosperaba, con la apasionante temporada de 2000 decidida en el partido de cierre del torneo final en el que España batió a Portugal en un encuentro intenso. La Americas League también tomó forma, con equipos de Norte y Sudamérica, mientras que el Pro Beach Soccer Tour amplió sus horizontes a Emiratos Árabes Unidos, Tailandia, México, Grecia, Japón, Australia y el Reino Unido. 
En los siguientes cuatro años, se consolidó este crecimiento por el progreso tanto dentro como fuera del campo, con el EPBSL surgiendo más fuerte que la competición de la Pro Beach Soccer en el mundo. En 2004, aproximadamente diecisiete naciones habían completado sus equipos, ampliándose a más de veinte para la Euro BS League en 2005, contribuyendo a la extensa cobertura televisiva y una demanda sin precedentes de promotores de más de setenta países que querían disputar los eventos.
Tal interés permitió a la BSWW conseguir importantes patrocinios con multinacionales como McDonalds, Coca-cola o MasterCard, que aumentó su participación en 2004 y ahora es el patrocinador titular de la Euro BS League. 
El reconocimiento también llegó por parte de la FIFA, que se reunió con BSWW, la entidad principal de la creación y el crecimiento del fútbol playa, creando una colaboración muy prometedora. La colaboración culminó en todo su esplendor en la Copa del Mundo de 2005, celebrada en la playa de Copacabana, Brasil. Francia ganó su primera Copa del Mundo y al año siguiente Brasil lo hizo en el mismo lugar. 
En España, se realiza anualmente el Circuito Nacional. Actualmente en el circuito nacional el campeón es el Steaua de Tirajana un equipo canario que ganó la última final disputada en Córdoba.

## Reglamento
- Reglamentos del Fútbol Playa en FIFA.com

### El terreno de juego
El terreno de fútbol playa estará constituido por una superficie lisa de arena, delimitada por cintas de color azul. Sus medidas serán de 35 × 26 metros, con una variación de ±1 m. Las diferentes zonas del terreno de juego (mitades del campo, áreas penales...) se trazarán mediante líneas imaginarias que unen dos banderines rojos o amarillos situados a un metro en el exterior del terreno de juego. Las porterías deberán ser de color amarillo fluorescente, y medirán 5.5 metros de ancho por 2.2 metros de alto.

### Equipos de juego
Cada equipo está formado por cinco jugadores (cuatro más el portero) y sustituciones ilimitadas (un banquillo de 3 a 5 jugadores suplementarios), el tiempo de juego está formado por tres períodos de 12 minutos. Cada partido de fútbol playa debe tener un ganador, disputándose un tiempo añadido de tres minutos en caso de empate, seguido de una tanda de penaltis si acaba en empate.

### Amonestaciones
Dos árbitros son los jueces del partido. Cualquier falta cometida puede transformarse en falta directa a puerta, la cual tiene que ser lanzada por el jugador que recibió la falta.
Se usan las tarjetas amarillas para amonestar a los jugadores cada vez que cometan faltas que son penalizadas con esta tarjeta, en caso de recibir una segunda tarjeta amarilla se le sacará una tarjeta azul y deberá abandonar el campo de juego por 2 minutos, y una vez sacada la tarjeta azul, ya no se le puede sacar nuevamente la amarilla. Si el equipo sancionado encaja un gol durante los dos minutos de penalización automáticamente recuperará al jugador de campo que fue suspendido por recibir la tarjeta azul. Si un jugador recibe una segunda tarjeta azul, se le mostrará la tarjeta roja y deberá abandonar el campo de juego de manera permanente.
Si un equipo se queda con 2 o 1 jugadores se da el partido por concluido.

### Tiro libre directo
Hay un tiro libre directo cuando se produce alguna de las siguientes infracciones:
- Dar o intentar dar una patada
- Poner o intentar poner la zancadilla
- Saltar sobre un adversario
- Cargar sobre un adversario
- Golpear
- Sujetar
- Empujar
- Escupir
- Jugar el balón con la mano
- Impedir que el guardameta lance con la mano.

### Tiro libre indirecto del medio campo (tiro libre indirecto)
Se produce un tiro libre indirecto del medio campo con las siguientes infracciones.
1. Un equipo conserva la posesión del balón dentro de su área de penal durante 4 segundos
2. El portero toca el balón con cualquier parte de su cuerpo dentro de su área tras haberlo tocado fuera de ella y sin que otro jugador lo haya tocado .
3. Portero toca el balón con las manos dentro de su área dos veces seguidas, sin que el contrario lo haya tocado.
4. Juego peligroso dentro de la propia mitad del campo
5. Obstaculiza el avance de un adversario en campo propio
6. Otra infracción

### Reglas

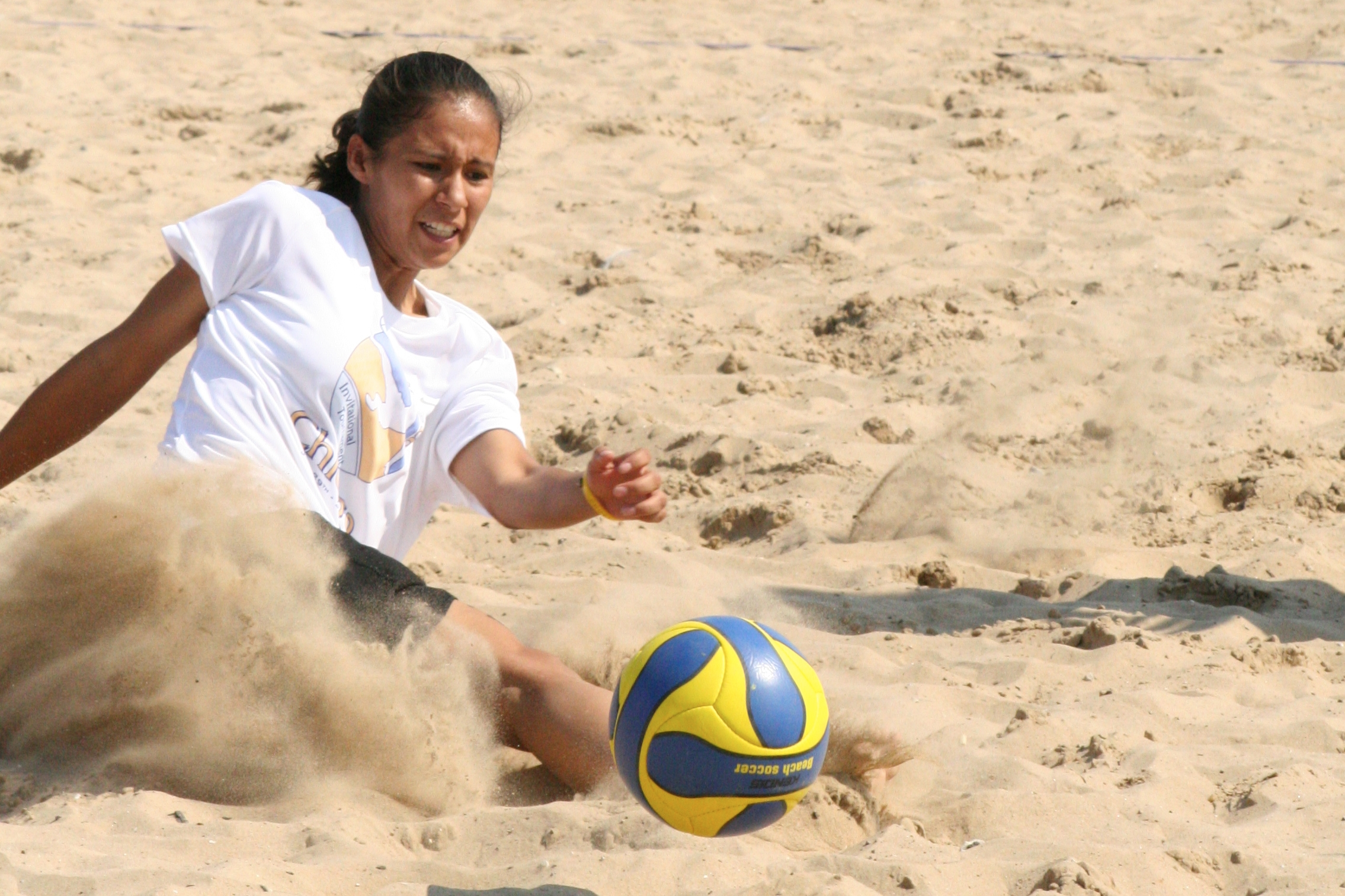
Jugadora disputando un balón en el Chicago Beach Soccer Inv.

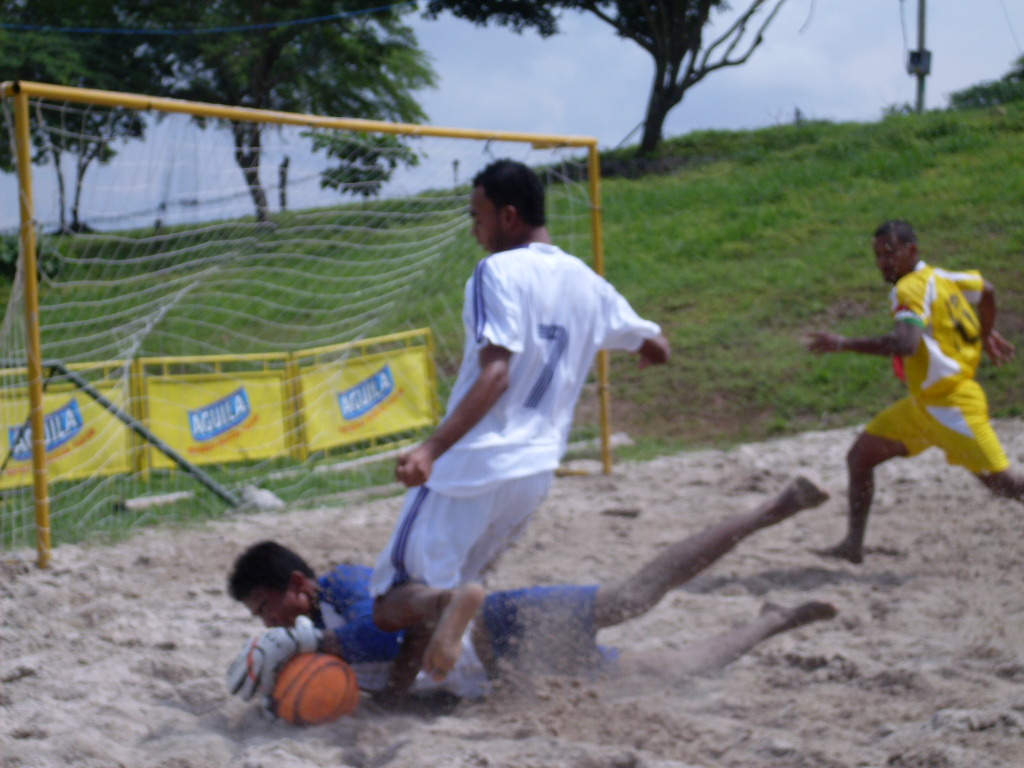
Juego de Caribbean Sun en Barranquilla 7 torneo 2009 Inv.

- Amonestación con tarjeta amarilla por celebrar un gol quitándose la camiseta.
- En el fútbol playa hay 3 tiempos de 12 minutos cada uno. El reloj se para cuando el árbitro señala un tiro libre directo, un penalti, o cuando un jugador está perdiendo tiempo o por lesión. Si un partido termina en empate al haberse jugado los tres tiempos, se jugará un tiempo suplementario de 3 minutos, y de persistir el empate, el partido se definirá mediante la ronda de penales que es directamente a muerte súbita (ronda de 1). (Esto es norma generalizada para todos los partidos de fútbol playa —así no sean partidos de eliminación directa—, debido a que no existen los partidos empatados, ya que se consideran únicamente como partidos ganados y perdidos, así estos se definan por penales).
- El equipo ganador de un partido puede recibir 3, 2 ó 1 puntos; dependiendo de la finalización del partido. Si el equipo que ganó el partido lo logró en los 36 minutos de juego (luego de jugarse el primer, segundo y tercer tiempo —todos de 12 minutos c/u—) recibirá 3 puntos. Si el equipó que ganó el partido lo logró en los 39 minutos de juego (luego de jugarse los tres tiempos y el suplementario que es de 3 minutos) recibirá 2 puntos. Y si el equipo que ganó el partido lo lo logró en la ronda de penales (luego de de jugarse los tres tiempos y el suplementario) recibirá 1 punto. El equipo que haya perdido en cualquiera de las tres formas recibirá 0 puntos.
- Todos los tiros libres son directos. Cuando se saca un tiro libre, ningún jugador, excepto el portero, se podrá situar en el ángulo entre los palos y la pelota. Es decir, no existe la barrera.
- Si un jugador ve la segunda tarjeta amarilla, se le mostrará la tarjeta azul.
- Si un jugador ve la segunda tarjeta azul, se le mostrará la tarjeta roja.
- El saque de banda se puede realizar tanto con las manos como con los pies.
- Los lanzamientos de penaltis se deciden dependiendo del reglamento de la competición.
- Como en el fútbol normal, el balón no se puede tocar con la mano a excepción de los porteros o si se tiene que sacar de banda.
- No puede marcarse un gol directamente desde un saque de la línea central.
- La forma de reanudar el juego después de una interrupción es con un balón a tierra desde el punto central de  la línea media imaginaria (interrumpido con balón en juego) o conforme las reglas.
- Para los libres directos el montón de arena se puede realizar con los pies o con el balón pero nunca con las manos.
- Lanzar arena de forma deliberada se considera tarjeta roja.
- Al igual que en el fútbol sala, aquí no existe la posición adelantada (off-side); cosa que sí ocurre en el fútbol profesional.